# Romão, Chauffeur e Mártir (filme)
Romão, Chauffeur e Mártir foi um filme de ficção mudo e a preto e branco português de comédia, acção e aventura, com intertítulos, realizado por Ernesto de Alburque em 1920 e com Romão Gonçalves no principal papel, sendo um dos nove filmes conhecidos por retratar as proezas rocambolescas do excêntrico artista português. Estreou no Porto a 15 de fevereiro de 1920 no Teatro Carlos Alberto e em Lisboa a 23 de fevereiro no Cinema Salão Central.

## Sinopse
Filmado em Lisboa, entre 3 de novembro de 1919 e 8 de fevereiro de 1920, Romão, Chauffer e Mártir retratava as loucas peripécias e azares rodoviários de Romão Gonçalves na Avenida da Liberdade, defronte à Abadia e ao Club Ritz.